# 볼프강 링거
볼프강 링거(독일어: Wolfgang Linger, 1982년 11월 4일 ~ )는 오스트리아의 은퇴한 루지 선수이다. 형 안드레아스 링거 또한 루지 선수이다.